# Schumann-Fest

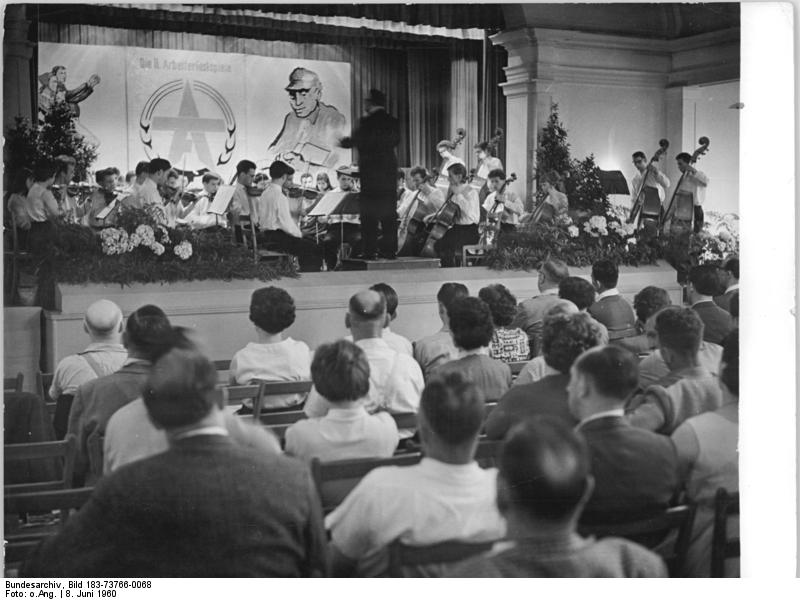
Schumann-Ehrung 1960, mit der Staatskapelle Dresden

Das Schumann-Fest ist ein fast jährlich stattfindendes Musikfest in Zwickau, der Geburtsstadt von Robert Schumann. Es geht auf Traditionen seit 1847 zurück und ist eines der ältesten einem einzelnen Komponisten gewidmeten Musikfeste.

## Geschichte
1847 organisierte der Lehrer Emanuel Klitzsch das erste Fest zu Ehren von Robert Schumann in Zwickau. Dieser dirigierte dort selbst seine zweite Sinfonie C-Dur und komponierte ein großes Chorwerk für das Musikfest. Clara Schumann spielte bei einem Klavierkonzert. Am Ufer der Mulde gab es Freiluftkonzerte mit verschiedenen Orchestern und Chören aus der Umgebung.
1860 fand das zweite Musikfest zu Ehren des inzwischen verstorbenen Komponisten statt, anlässlich seines 50. Geburtstages und wieder von Emanuel Klitzsch organisiert.
Danach gab es öfter solche Musikfeste, so 1901 zur Einweihung des Robert-Schumann-Denkmals, 1910 zu seinem 100. Geburtstag und 1935 zur 800-Jahr-Feier der Stadt Zwickau.
1948 gab es das erste Schumann-Fest nach dem Zweiten Weltkrieg. Ab 1961 wurde es jährlich als Schumann-Tage durchgeführt. Seit 1963 findet dabei auch der Internationale Robert-Schumann-Wettbewerb (alle drei oder vier Jahre) statt.
Seit 1996 hieß es Zwickauer Musiktage. Ein Fest für Schumann, seit 2006 (oder 2009) wieder Schumann-Fest. 2020 und 2021 fiel das Musikfest aus, seitdem sollte es wieder jährlich stattfinden. 2024 fand nur der Schumann-Wettbewerb statt.

## Strukturen
Die Schumann-Feste fanden immer Anfang Juni statt, ein Höhepunkt waren jeweils die Veranstaltungen am 8. Juni, seinem Geburtstag. In den letzten Jahren standen sie immer unter einem internen Motto, wie Schumann in Kirchen, Schumann & Freunde, Ganz romantisch, Robert & Clara, Nord oder Süd, Clara 200 , Schumann & Beethoven oder Revolution. Zuletzt gab es ein vielfältiges Programm, vor allem mit klassischer Musik, aber auch mit Veranstaltungen ohne Bezug zum Komponisten, wie zum Beispiel 2023 ein Konzert mit dem Liedermacher Gerhard Schöne und eine Diskussionsrunde mit Zeitzeugen der Wende 1989/90 in Zwickau und Umgebung. Veranstalter ist die Stadt Zwickau.

## Einzelne Schumann-Feste (Auswahl)
- 1847 Aufführung der 2. Sinfonie C-Dur, dirigiert von Robert Schumann, Klavierkonzert mit Clara Schumann, extra komponiertes Chorwerk, Musikprogramme von verschiedenen Orchestern der Umgebung, Open Air an der Mulde
- 1860 zum 50. Geburtstag
- 1901 zur Einweihung des Schumann-Denkmals am Altmarkt
- 1910 zum 100. Geburtstag, mit großer Gedächtnis-Ausstellung
- 1935 während des 800-Jahr-Jubiläums der Stadt Zwickau
- 1948 erstes Schumann-Fest nach dem Krieg
- 1956 zum 100. Todestag, mit Eröffnung des Robert-Schumann-Hauses als Nationale Gedenkstätte
- 1960 Schumann-Ehrung zum 150. Geburtstag, innerhalb der 2. Arbeiterfestspiele der DDR
- seit 1961 Schumann-Tage jährlich
- 1963 erstmals mit Internationalem Robert-Schumann-Wettbewerb
- 1996 Festival Clara, zu deren 100. Todestag, seitdem als Zwickauer Musiktage
- 2006 wieder Schumann-Fest zum 150. Todestag
- 2013, 7.–13. Juni: Schumann und Wagner[4]
- 2014, 6.–22. Juni: Ganz romantisch, erstmals mit Lichterfest am Schwanenteich[5]
- 2023 Thema Revolution (1848)
- 2024 nur Robert-Schumann-Wettbewerb